# Steven Utley

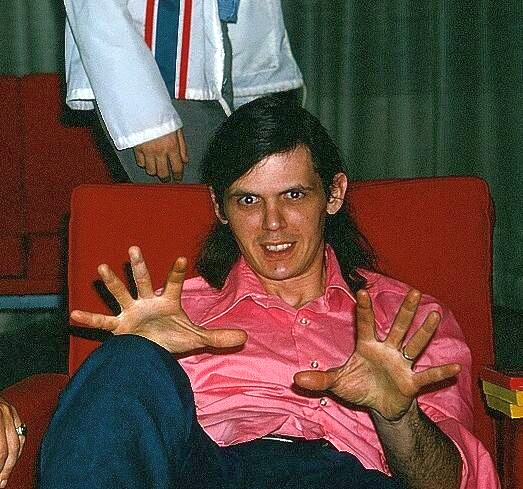
Steven Utley (1973)

Steven Utley (geboren 10. November 1948 in Fort Knox, Kentucky; gestorben 12. Januar 2013 in Smyrna, Tennessee) war ein US-amerikanischer Dichter und Schriftsteller, bekannt vor allem als Autor von Science-Fiction-Kurzgeschichten, insbesondere die Serie der Silurian Tales.

## Leben
Utley wuchs als Kind eines Berufssoldaten unter anderem in Großbritannien und auf Okinawa auf.
Seine erste Kurzgeschichte The Unkindest Cut of All veröffentlichte er 1972 in der US-Ausgabe der Perry-Rhodan-Serie.
Utley schrieb in einem Zeitraum von vier Jahrzehnten über 140 Kurzgeschichten, die in verschiedenen SF-Magazinen erschienen, 36 davon gehören zur Silurian Times-Serie, in der Wissenschaftler durch ein Zeitportal in das Erdzeitalter des Silur reisen. Die Geschichten aus dem Silur erschienen 2012 und 2013 gesammelt als The 400-Million-Year Itch und Invisible Kingdoms. Brian Stableford nannte die Serie die „am besten ausgearbeitete Darstellung einer vergangenen Ära in der spekulativen Literatur der Gegenwart.“
Utley schrieb hauptsächlich Kurzgeschichten, Novellen und Miniaturen. Seine Erzählung Custer’s Last Jump (1976), die er zusammen mit Howard Waldrop schrieb, mit dem er mehrfach zusammenarbeitete, wurde für den Nebula Award nominiert. Der Titel spielt auf Custer’s Last Stand an, die berühmte letzte Schlacht George Armstrong Custers am Little Big Horn. Um genau diese Schlacht geht es in der als historischer Text aufgemachten Erzählung, nur dass in dieser Alternativgeschichte die Sioux nicht auf Mustangs reiten, sondern in Eindeckern angreifen. Die Erzählung gehört zusammen mit Black as the Pit, from Pole to Pole (1977, auch mit Howard Waldrop, deutsch als Schwarz wie der Abgrund, von Pol zu Pol) zu den Vorläufern des Steampunk.
Auch mit Lisa Tuttle – wie Waldrop aus Texas – kollaborierte er mehrfach. Beide Autoren gehörten zu der von Utley mitbegründeten Gruppe der Texas’ Turkey City Writers, einer Gruppe von SF-Autoren aus Austin.
Zusammen mit Geo. W. Proctor gab er 1976 die Anthologie Lone Star Universe mit Erzählungen texanischer SF-Autoren heraus, in der die erste Veröffentlichung von Bruce Sterling erschien.
Utley bezeichnete sich ironisch als „einen international unbekannten Autor“ und Dietmar Dath schrieb über ihn: „Sein redliches Widerstreben gegen alles Geschlossene, Systematische und Monumentale hat [Utley] vor jener Sorte Karrieresprüngen bewahrt, die man im Kulturbetrieb ‚Durchbruch‘ nennt.“ Und John Clute meinte: „Fast hinterrücks, teilweise da er keine Romane veröffentlichte, kam es dazu, dass Utley als bedeutender Autor wahrgenommen wurde.“
Neben Science-Fiction schrieb Utley auch Gedichte, zeichnete und textete Comics, seine Comicarbeit fiel dabei vor allem in eine Phase in den 1980er Jahren, in der er sich von der SF enttäuscht abgewandt hatte. Sein Comic The Huggybunnies erschien 1982, außerdem schrieb er mehrere Skripts für DC-Comics.
Als Lyriker waren für ihn japanische Senryū ein formales Vorbild.
2013 ist Utley im Alter von 64 Jahren gestorben. In deutscher Übersetzung sind ein gutes Dutzend seiner Kurzgeschichten erschienen, verstreut in verschiedenen Anthologien.

## Bibliografie
Silurian Tales (Kurzgeschichtenserie)
- There and Then (1993)
- The Age of Mud and Slime (1996)
- A Silurian Tale (1996)
- The Wind Over the World (1996)
  - Deutsch: Wind über der Welt. In: Friedel Wahren (Hrsg.): Asimovs Science Fiction 50. Folge. Heyne (Heyne Science Fiction & Fantasy #5921), 1997, ISBN 3-453-13305-6.
- The Real World (2000)
- Chain of Life (2000)
- The Despoblado (2000)
- Cloud by Van Gogh (2000)
- Half a Loaf (2001)
- Five Miles from Pavement (2001)
- The World Without (2001)
- Walking in Circles (2002)
- Foodstuff (2002)
- Treading the Maze (2002)
- Beyond the Sea (2002)
- Exile (2003)
- Chaos and the Gods (2003)
- Invisible Kingdoms (2004)
- Babel (2004)
- "Another Continuum Heard From!" (2004)
- A Paleozoic Palimpsest (2004)
- The Wave-Function Collapse (2005)
- Promised Land (2005)
- Silv'ry Moon (2005)
- Diluvium (2006)
- All of Creation (2008)
- The World Within the World (2008)
- The 400-Million-Year Itch (2008)
- The Woman Under the World (2008)
- Slug Hell (2008)
- Variant (2008)
- Lost Places of the Earth (2009)
- The Tortoise Grows Elate (2012)
- The End in Eden (2012)
- The Gift Horse (2012)
- Sidestep (2013)

Sammlungen
- 1 The 400-Million-Year Itch (2012)
- 2 Invisible Kingdoms (2013)

Sammlungen
- Ghost Seas (1997)
- This Impatient Ape (1998)
- Career Moves of the Gods (2000)
- The Beasts of Love (2005)
- Where or When (2006)

Kurzgeschichten
- The Unkindest Cut of All (1972)
- Crash Cameron and the Slime Beast (1973, als S. Dale)
- Parrot Phrase (1973)
- The Queen & I (1973, auch als Ants)
- The Reason Why (1973, auch als Mysterious Ways)
- Deeper Than Death (1974)
- Act of Mercy (1974)
  - Deutsch: Gnadenakt. In: H. J. Alpers (Hrsg.): Countdown. Droemer Knaur (Knaur Science Fiction & Fantasy #5711), 1979, ISBN 3-426-05711-5.
- Hung Like an Elephant (1974, mit Joseph F. Pumilia, als Joe Stevens)
  - Deutsch: Das Elefantending. In: Michael Kubiak (Hrsg.): Höhenflüge. Bastei Lübbe (Bastei Lübbe Science Fiction Bestseller #22044), 1982, ISBN 3-404-22044-7.
- Womb, with a View (1974, auch als Joe Stevens)
  - Deutsch: Schoß mit Aussicht. In: H. J. Alpers (Hrsg.): Kopernikus 3. Moewig (Moewig Science Fiction #3523), 1981.
- Big Black Whole (1974)
- Time and Variance (1974, mit Jake Saunders und Howard Waldrop)
- Ember Eyes (1974)
- Outlaw Glory (1975)
- Pan-Galactic Swingers (1975, auch als Personal Column)
- Pretty Meat (1975)
- The Great Red Spot (1975, mit Joseph F. Pumilia)
- Dear Mom, I Don't Like It Up Here (1975)
- Flies By Night (1975, mit Lisa Tuttle)
- Caring for Your Edaphosaurus (1975)
- The Other Half (1975)
- Custer’s Last Jump (1976, mit Howard Waldrop)
  - Deutsch: Custers letzter Absprung. In: Wolfgang Jeschke (Hrsg.): Die große Uhr. Heyne (Heyne Science Fiction & Fantasy #3541), 1977, ISBN 3-453-30434-9.
- Ghost Seas (1976)
- The Voyeur (1976, auch als Someone is Watching)
- Getting Away (1976)
- Sic Transit…? A Shaggy Hairless-Dog Story (1976, mit Howard Waldrop, auch als Willow Beeman)
- Deviation from a Theme (1976)
- Larval Stage (1976)
  - Deutsch: Larvenstadium. In: Michael Nagula (Hrsg.): Der zeitlose Traum. Ullstein (Ullstein Science Fiction & Fantasy #31080), 1984, ISBN 3-548-31080-X.
- Ocean (1976)
- Predators (1976)
  - Deutsch: Raubtiere. 1992.
- The Man at the Bottom of the Sea (1976)
  - Deutsch: Der Mann auf dem Meeresgrund. 1990.
- Black as the Pit, from Pole to Pole (1977, mit Howard Waldrop)
  - Deutsch: Schwarz wie der Abgrund, von Pol zu Pol. In: Wolfgang Jeschke (Hrsg.): Science Fiction Story Reader 19. Heyne (Heyne Science Fiction & Fantasy #3944), 1983, ISBN 3-453-30872-7.
- Night Life (1977)
- Our Vanishing Triceratops (1977, mit Joseph F. Pumilia)
- Sidhe (1977)
  - Deutsch: Sidhe. In: Michel Parry (Hrsg.): Zehn Teufelsküsse. Pabel (Vampir Taschenbuch #68), 1978.
- The Thirteenth Labor (1977, auch als And For Ourselves, False Powers)
- To 1966 (1977)
- Losing Streak (1977)
- In Brightest Day, in Darkest Night (1977, auch als In Brightest Day, in Blackest Night)
- Never Mind Now (1977)
- Upstart (1977)
- Passport for a Phoenix (1977)
  - Deutsch: Phönix aus der Asche. In: Michael Nagula (Hrsg.): Science-Fiction-Stories 85. Ullstein (Ullstein Science Fiction & Fantasy #31021), 1980, ISBN 3-548-31021-4.
- Spectator Sport (1977)
  - Deutsch: Schausport. In: Hans-Jürgen Frederichs, Walter A. Fuchs (Hrsg.): SF Perry Rhodan Magazin, April 1981. Pabel, 1981.
- The Maw (1977)
- Time and Hagakure (1977)
  - Deutsch: Die Gebote des Hagakure. In: H. J. Alpers (Hrsg.): Kopernikus 2. Moewig (Moewig Science Fiction #3514), 1981, ISBN 3-8118-3514-9.
- Good-Bye to All of That (1977, als S. Dale)
- Mr. Wyatt in Darkest Africa (1977, als Bruce Holt)
- Tom Sawyer's Sub-Orbital Escapade (1977, mit Lisa Tuttle)
  - Deutsch: Tom Sawyers suborbitale Streiche. In: Ernst Fuchs (I), Hans Joachim Alpers (Hrsg.): Neue Science-Fiction Geschichten. Tosa, 1982, ISBN 3-85001-097-X.
- Uncoiling (1978, mit Lisa Tuttle)
- Abaddon (1979)
- The Mouse Ran Up the Clock (1979)
  - Deutsch: Keine Zeit zum Sterben. In: H. J. Alpers (Hrsg.): Bestien für Norn. Droemer Knaur (Knaur Science Fiction & Fantasy #5722), 1980, ISBN 3-426-05722-0.
- Leaves (1979)
- Genocide Man (1979)
- In the Shubbi Arms (1980, mit Howard Waldrop)
- Slices of Sylvia (1980)
- The Beasts of Love (1981)
- Dog in the Manger (1982)
- The Huggybunnies at the Seashore (1983, als S. Dale)
- Creatures of Habit (1985)
- My Wife (1989)
- The Tall Grass (1989)
- Where or When (1991)
- The Glowing Cloud (1992)
- Look Away (1992)
- The Dinosaur Season (1992)
- Haiti (1992)
  - Deutsch: Haiti. In: Friedel Wahren (Hrsg.): Isaac Asimov's Science Fiction Magazin 43. Folge. Heyne (Heyne Science Fiction & Fantasy #5141), 1994, ISBN 3-453-07762-8.
- Die Rache (1992)
- Now That We Have Each Other (1992)
- Little Whalers (1993)
- The Country Doctor (1993)
- Michael Bates Michael Bates Michael Bates Michael (1994)
- Edge of the Wind (1994)
- Two Women of the Prairie (1994)
- One Kansas Night (1994)
- Living It (1994)
- Race Relations (1996)
- Once More, With Feeling (1997)
- The Electricity of Heaven (1997)
- The Here and Now (1998)
- Ask Athena (2004)
- A Daughter of the Cause (2005)
- A Rejection File (2005)
- The Goods (2005)
- Crab (2006, mit Howard Waldrop)
- Life's Work (2006)
- Staying in Storyville (2006)
- In the Hole (2007, mit Lisa Tuttle)
- Sleepless Years (2008)
- Perfect Everything (2008)
- The Point (2009)
- The City Quiet as Death (2009, mit Michael Bishop)
- Crime and Punishment (2012)
- Test (2012)
- Zip (2012)
- Shattering (2012)
- The Boy Who Drank From Lovely Women (2013)
- All the Layers of the World (2015, mit Camille Alexa)
- The Cicadas (2015, mit Jessica Reisman)
- Girlie (2016, mit Camille Alexa als Alex C. Renwick)

Lyrik
- This Impatient Ape (1998)
- Career Moves of the Gods (2000)

Anthologien
- Lone Star Universe (1976, mit Geo. W. Proctor)
- Passing for Human (2009, mit Michael Bishop)